# Saint-Léger-du-Ventoux
Pour les articles homonymes, voir Saint-Léger.
Saint-Léger-du-Ventoux est une commune française, située dans le département de Vaucluse en région Provence-Alpes-Côte d'Azur.
Ses habitants se nomment les Saint-Liégeois.

## Toponymie
Le nom de cette commune est à lier à Leudgari, Léger, évêque d'Autun et maire du palais au VIIIe siècle.

## Géographie
La commune est sur le flanc nord du mont Ventoux et le flanc sud de la montagne de Bluye. Le mont Ventoux, plus haut sommet de Provence, est classé réserve de biosphère par l'UNESCO depuis 1990. Le village est situé sur le bas des flancs sud de la montagne de Bluye, au-dessus du Toulourenc.
| La Penne-sur-Ouvèze (Drôme)          | Eygaliers (Drôme)      | Plaisians (Drôme) |
| Mollans-sur-Ouvèze (Drôme) Malaucène | Saint-Léger-du-Ventoux |                   |
| Beaumont-du-Ventoux                  |                        | Brantes           |

### Accès et transports

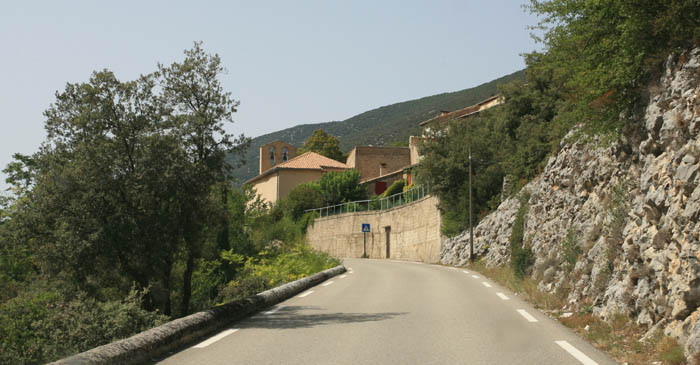
L'arrivée par l'est sur le village par la RD40.

La route départementale 40 traverse la commune sur un axe est-ouest en passant par le bourg.
Passage du chemin de grande randonnée 91 par le bourg.
Saint-Léger-du-Ventoux se situe à six kilomètres du petit village de Brantes et à 11 km de Mollans-sur-Ouvèze.

### Relief
Au sud de la commune, le versant nord du mont Ventoux (jusqu'à 1 909 m), au nord, la montagne de Bluye (1 062 m), entre les deux, une vallée étroite où coule le Toulourenc.
Le point le plus bas de la commune est à l'extrémité ouest, au niveau du Toulourenc.
On notera : combes de Rechaume, combe du col du Comte, combe Rolland, Grand Valat du col du Come, Rieufroid.

### Sismicité
Les cantons de Bonnieux, Apt, Cadenet, Cavaillon, et Pertuis sont classés en zone Ib (risque faible). Tous les autres cantons du département de Vaucluse sont classés en zone Ia (risque très faible). Ce zonage correspond à une sismicité ne se traduisant qu'exceptionnellement par la destruction de bâtiments.

### Hydrographie

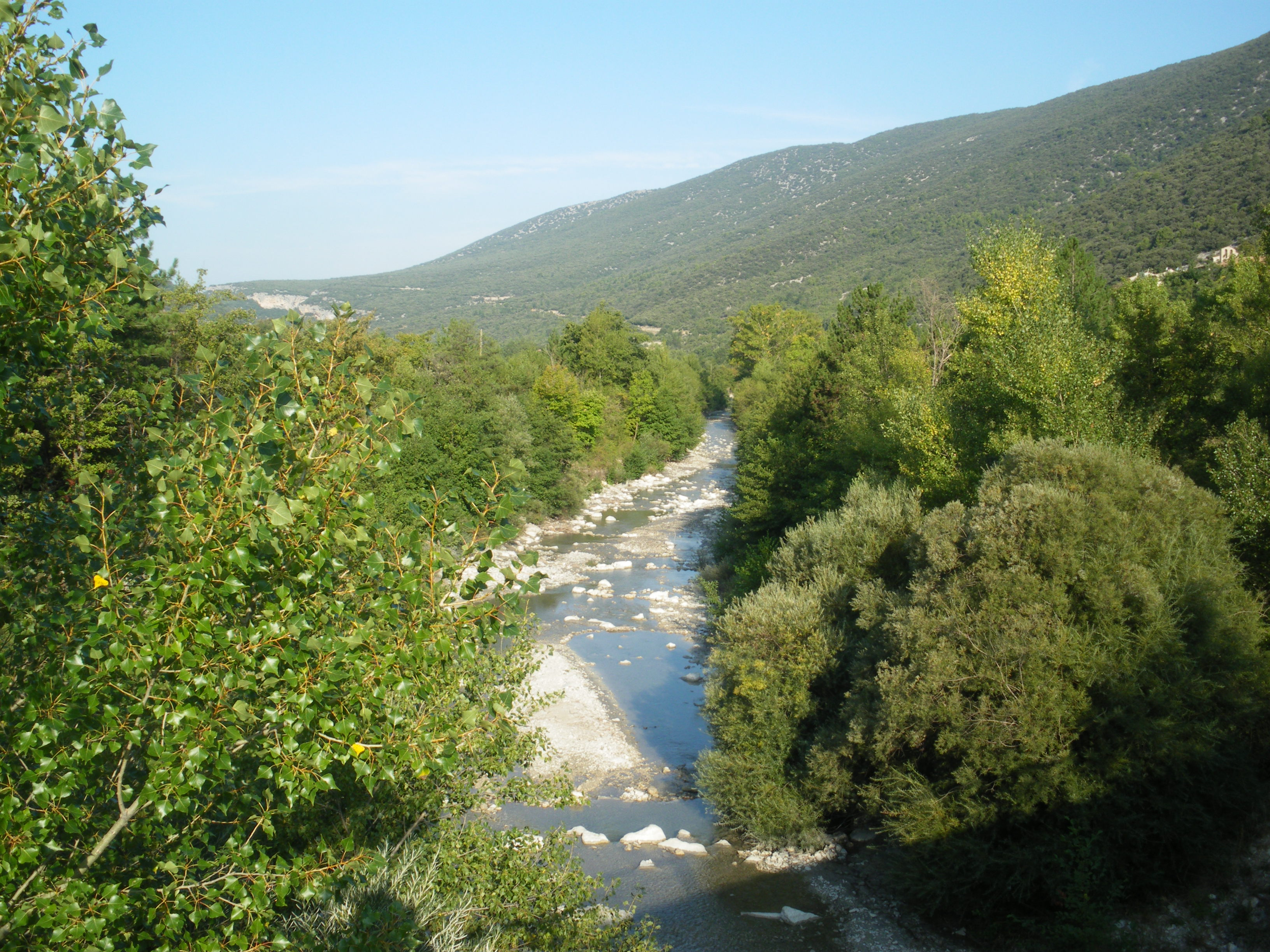
Le Toulourenc à Saint-Léger-du-Ventoux.

Le Toulourenc traverse la commune d'est en ouest. De chaque côté, venant des pentes du mont Ventoux et de la montagne de Bluye, plusieurs ruisseaux et torrents.

### Climat
Pour des articles plus généraux, voir Climat de Provence-Alpes-Côte d'Azur et Climat de Vaucluse.
En 2010, le climat de la commune est de type climat méditerranéen altéré, selon une étude du Centre national de la recherche scientifique s'appuyant sur une série de données couvrant la période 1971-2000. En 2020, Météo-France publie une typologie des climats de la France métropolitaine dans laquelle la commune est exposée à un climat de montagne ou de marges de montagne et est dans la région climatique  Provence, Languedoc-Roussillon, caractérisée par une pluviométrie faible en été, un très bon ensoleillement (2 600 h/an), un été chaud (21,5 °C), un air très sec en été, sec en toutes saisons, des vents forts (fréquence de 40 à 50 % de vents > 5 m/s) et peu de brouillards. 
Pour la période 1971-2000, la température annuelle moyenne est de 12,7 °C, avec une amplitude thermique annuelle de 15,4 °C. Le cumul annuel moyen de précipitations est de 978 mm, avec 6,5 jours de précipitations en janvier et 4,6 jours en juillet. Pour la période 1991-2020, la température moyenne annuelle observée sur la station météorologique de Météo-France la plus proche, « Buis-Baronnies », sur la commune de Buis-les-Baronnies à 7 km à vol d'oiseau, est de 14,1 °C et le cumul annuel moyen de précipitations est de 792,8 mm. 
La température maximale relevée sur cette station est de 44 °C, atteinte le 28 juin 2019 ; la température minimale est de −10,2 °C, atteinte le 20 décembre 2001,,. 
Les paramètres climatiques de la commune ont été estimés pour le milieu du siècle (2041-2070) selon différents scénarios d'émission de gaz à effet de serre à partir des nouvelles projections climatiques de référence DRIAS-2020. Ils sont consultables sur un site dédié publié par Météo-France en novembre 2022.

### Végétation
Le versant nord (ubac) du Mont Ventoux est moins ensoleillé. Ses pentes sont abruptes, faites d'éboulis et de falaises majestueuses et sa flore y est médioeuropéenne et non plus méditerranéenne. Parmi les végétations dominantes du versant nord, on trouve des chênes verts jusqu'à 620 mètres d'altitude puis des noyers de 620 à 800 mètres. De la garrigue aux herbes aromatiques comme le thym et la lavande vraie entre 800 et 910 mètres d'altitude. Ensuite, des hêtres de 910 à 1 380 mètres et des pins à crochets (sous-espèce de pins de montagne) jusqu'à 1 720 mètres d'altitude. Enfin, le secteur alpin au-dessus de 1 720 mètres d'altitude.
Sur les pentes de la montagne de Bluye, bois de chênes et forêt de pins.
Quelques champs au cœur de la vallée.

## Urbanisme

### Typologie
Au 1er janvier 2024, Saint-Léger-du-Ventoux est catégorisée commune rurale à habitat très dispersé, selon la nouvelle grille communale de densité à sept niveaux définie par l'Insee en 2022.
Elle est située hors unité urbaine et hors attraction des villes,.

### Occupation des sols
L'occupation des sols de la commune, telle qu'elle ressort de la base de données européenne d’occupation biophysique des sols Corine Land Cover (CLC), est marquée par l'importance des forêts et milieux semi-naturels (95,4 % en 2018), en diminution par rapport à 1990 (96,8 %). La répartition détaillée en 2018 est la suivante : 
forêts (86,8 %), milieux à végétation arbustive et/ou herbacée (8 %), zones agricoles hétérogènes (4,6 %), espaces ouverts, sans ou avec peu de végétation (0,6 %). L'évolution de l’occupation des sols de la commune et de ses infrastructures peut être observée sur les différentes représentations cartographiques du territoire : la carte de Cassini (XVIIIe siècle), la carte d'état-major (1820-1866) et les cartes ou photos aériennes de l'IGN pour la période actuelle (1950 à aujourd'hui).

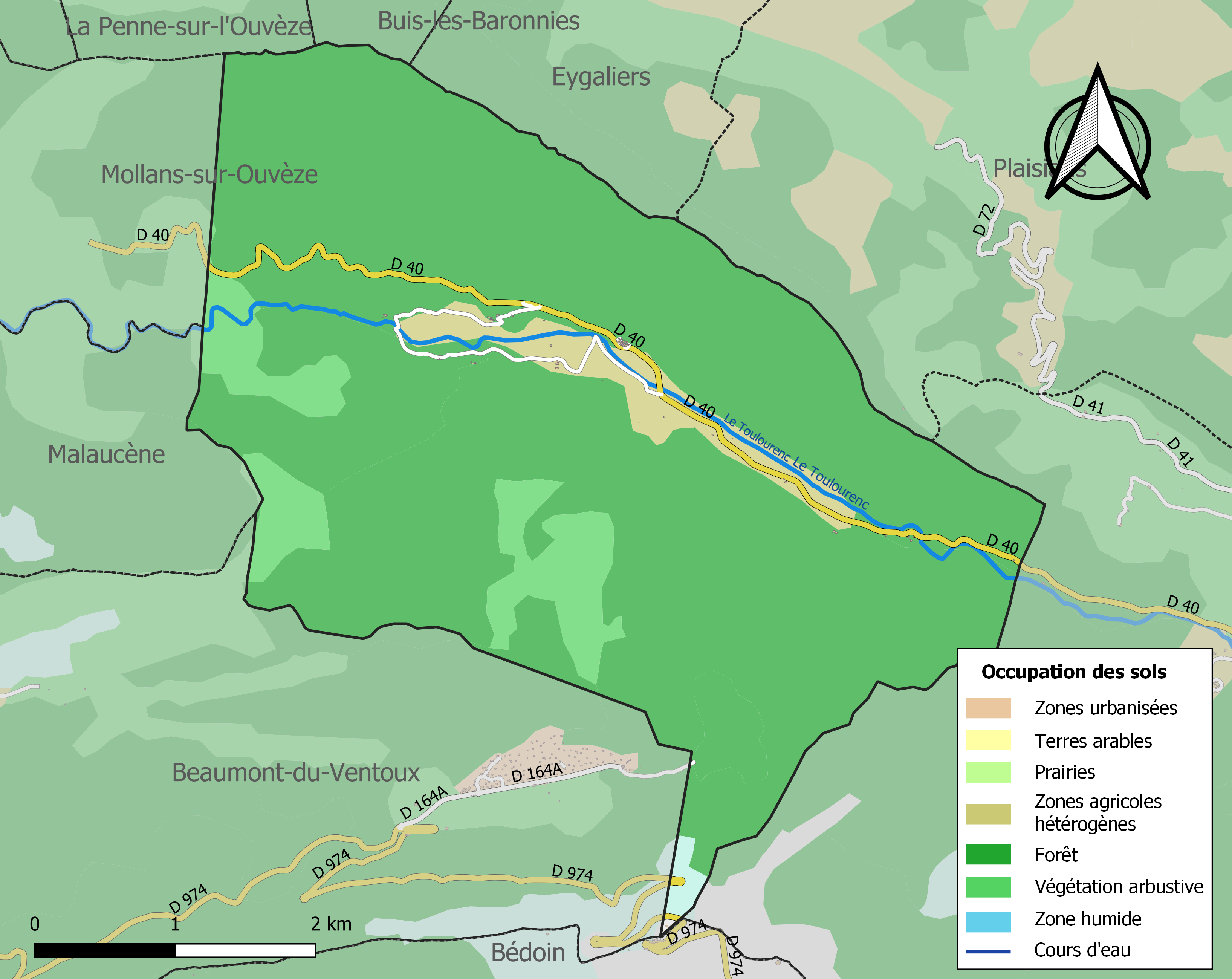
Carte des infrastructures et de l'occupation des sols de la commune en 2018 (CLC).

## Histoire

### Préhistoire et antiquité
Aucune trace n'a été découverte d'occupation durant la préhistoire ou l'antiquité. Seul le Toulourenc indique qu'une antique divinité, la Toulourenco fut vénérée dans la vallée puis christianisée avec sa source qui prit le nom de Notre-Dame des Anges.

### Moyen Âge
Cité en 1254 : « De Sancto Laugerio », puis en 1363 « Sant Leydier ». Ce fief dépendant du marquisat de Provence fit partie du Comtat Venaissin dès 1274. Il fut en possession d'Agoult des Baux, sénéchal de Beaucaire et de Carcassonne pour les Valois. Par héritage, il revint à Alix des Baux, comtesse d'Avellino, qui le possédait en 1403.

### Renaissance
Cette seigneurie passa de la maison des Baux à celle des Vincens de Causans, puis des Tonduti-Saint-Léger (branche de la famille niçoise) du XVIe siècle à la Révolution. C'est de cette dernière branche qu'est issu Pierre-François Tonduti, astronome et jurisconsulte.
En 1550, un acte cite le village de « Sanctus Logerius ».

### Période moderne
La commune est dénommée Saint-Léger-d'Orange, nom qu'elle va conserver jusqu'à la Révolution.
Le 12 août 1793 fut créé le département de Vaucluse, constitué des districts d'Avignon et de Carpentras, mais aussi de ceux d'Apt et d'Orange, qui appartenaient aux Bouches-du-Rhône, ainsi que du canton de Sault, qui appartenait aux Basses-Alpes.

### Période contemporaine
Le 18 juillet 1953, le village prend le nom de Saint-Léger-du-Ventoux.

### Légende
L'existence de nombreuses grottes a donné lieu à une légende affirmant que dans l'une d'entre elles se trouverait une vache d'or. Cette tradition est à rapprocher de celle de Malaucène, commune voisine où une grotte sert de refuge à la chèvre d'or.

### Héraldique
| Blason de Saint-Léger-du-Ventoux | Les armes peuvent se blasonner ainsi : D'argent à la bande d'azur chargée de trois molettes d'or, au chef de gueules chargé d'une clef aussi d'or et d'une clef du champ passées en sautoir. |

## Politique et administration

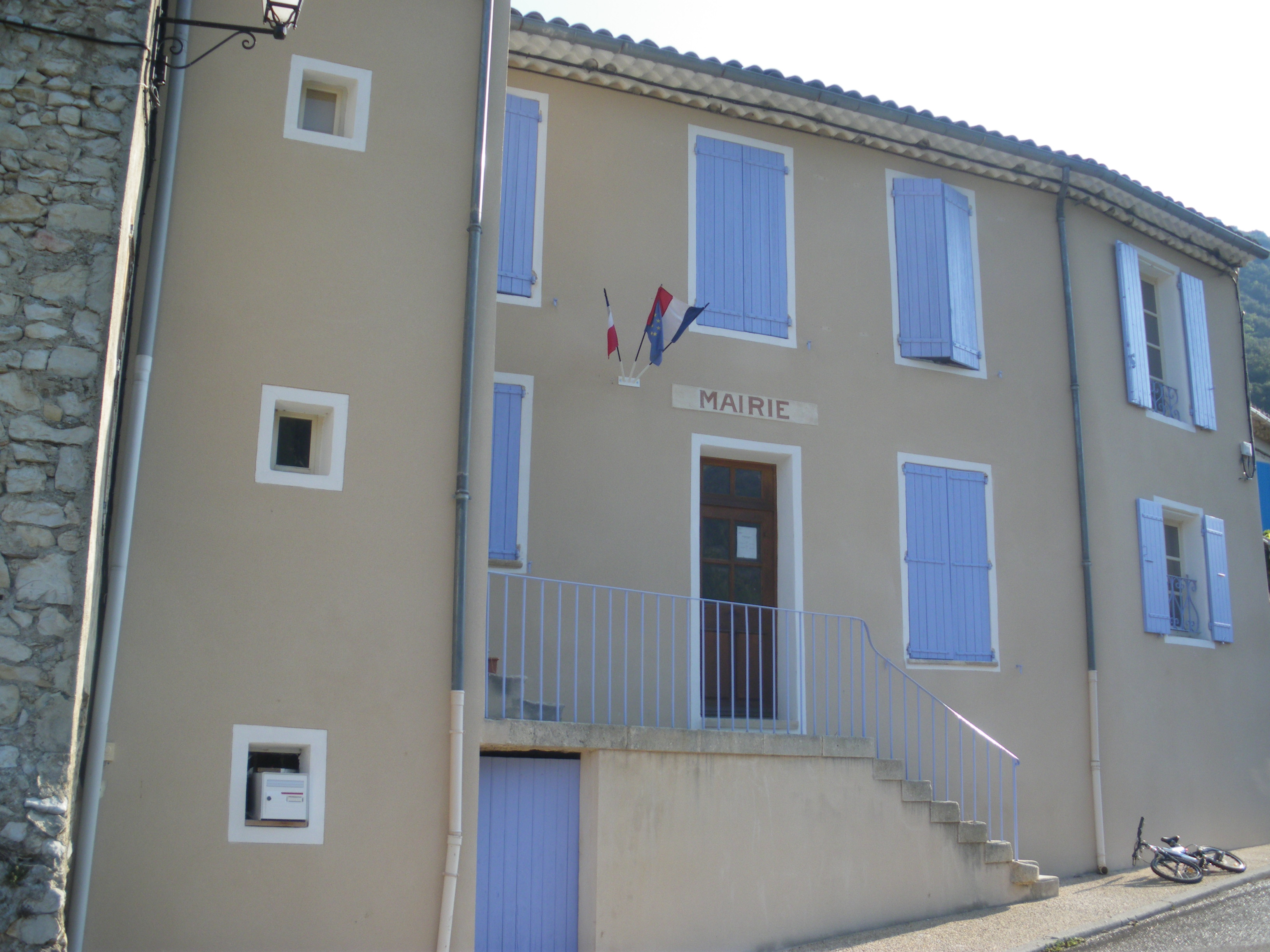
Mairie de Saint-Léger-du-Ventoux.

| Période                                  | Période    | Identité      | Étiquette | Qualité |
| ---------------------------------------- | ---------- | ------------- | --------- | --- |
| 1919                                     | après 1935 | Jules Bernard | SFIO      | Conseiller d'arrondissement du canton de Bollène (1919-1931) Conseiller général du canton de Malaucène (1931-1937) |
| mars 2001                                | mars 2008  | Gabiel Bertet |           | |
| mars 2008                                | En cours   | Éric Massot   |           | |
| Les données manquantes sont à compléter. |            |               |           | |

### Intercommunalité
La commune fait partie de la communauté de communes Pays Vaison Ventoux, qui fait elle-même partie du syndicat mixte d'aménagement de l'Aygues et du syndicat mixte d'aménagement du bassin de l'Ouvèze (SIABO).

## Démographie
L'évolution du nombre d'habitants est connue à travers les recensements de la population effectués dans la commune depuis 1793. Pour les communes de moins de 10 000 habitants, une enquête de recensement portant sur toute la population est réalisée tous les cinq ans, les populations de référence des années intermédiaires étant quant à elles estimées par interpolation ou extrapolation. Pour la commune, le premier recensement exhaustif entrant dans le cadre du nouveau dispositif a été réalisé en 2007.

En 2022, la commune comptait 27 habitants, en évolution de −25 % par rapport à 2016 (Vaucluse : +1,73 %, France hors Mayotte : +2,11 %).
| 1793 | 1800 | 1806 | 1821 | 1831 | 1836 | 1841 | 1846 | 1851 |
| ---- | ---- | ---- | ---- | ---- | ---- | ---- | ---- | ---- |
| 193  | 163  | 195  | 175  | 169  | 202  | 207  | 195  | 189  |

| 1856 | 1861 | 1866 | 1872 | 1876 | 1881 | 1886 | 1891 | 1896 |
| ---- | ---- | ---- | ---- | ---- | ---- | ---- | ---- | ---- |
| 196  | 182  | 180  | 175  | 146  | 145  | 129  | 122  | 118  |

| 1901 | 1906 | 1911 | 1921 | 1926 | 1931 | 1936 | 1946 | 1954 |
| ---- | ---- | ---- | ---- | ---- | ---- | ---- | ---- | ---- |
| 106  | 99   | 86   | 83   | 69   | 70   | 63   | 59   | 42   |

| 1962 | 1968 | 1975 | 1982 | 1990 | 1999 | 2006 | 2007 | 2012 |
| ---- | ---- | ---- | ---- | ---- | ---- | ---- | ---- | ---- |
| 36   | 30   | 28   | 33   | 31   | 24   | 30   | 31   | 38   |

| 2017 | 2022 | - | - | - | - | - | - | - |
| ---- | ---- | - | - | - | - | - | - | - |
| 34   | 27   | - | - | - | - | - | - | - |

## Économie
Peu d'activité économique sur cette commune de seulement une trentaine d'habitants.

### Industrie
L'existence de mines de fer est attestée sur la commune comme en font preuve les scories amoncelées en divers points.

### Agriculture
Au XVIIe siècle, la commune était renommée pour ses fromages. L'évêque Joseph Marie de Suarès de Vaison, en fit l'éloge en ces termes : « Caseus hunc vucum commendat, sed mage claret sancti, quo gaudet nomine, Leudegarii ». De nos jours prime l'exploitation forestière et agricole dont la production de lavande avec une distillerie d'essence de lavande. On pratique l'apiculture et, de par les essences végétales (chênes verts et blancs) présente sur la commune, la trufficulture.

### Tourisme
Route touristique pour le mont Ventoux et passage des GR4 et GR5.

## Vie locale
L'on ne trouve ni commerces, ni services publics, à l'exception d'une librairie proposant petite restauration et buvette durant la saison estivale, à l'ancienne maison forestière.
La communauté de communes Pays Vaison Ventoux se charge de la collecte et du traitement des déchets des ménages et déchets assimilés.

### Santé
Pas de pharmacie ni d'équipement particulier de santé.

### Sports
Pas d'équipement collectif particulier hormis les chemins de randonnées et les aménagements divers aux abords du Toulourenc.
Sports pratiqués : chasse, pêche, randonnées pédestres, escalade.
Le site d'escalade est l'un des plus réputés de la région et Julia Chanourdie y a réalisé, en novembre 2020, l'un des meilleures performances féminines de l'histoire en réalisant la voie Eagle-4, cotée 9b. C'est la troisième femme au monde à réussir une voie de ce niveau et la première française.

### Cultes
C'est un village de tradition catholique qui dépend du diocèse d'Avignon.

### Écologie
La commune est incluse dans la zone de protection Natura 2000 « l'Ouvèze et le Toulourenc », sous l'égide du ministère de l'Écologie, de la DREAL Provence-Alpes-Côte-d'Azur, et du MNHN (Service du Patrimoine Naturel).

## Lieux et monuments

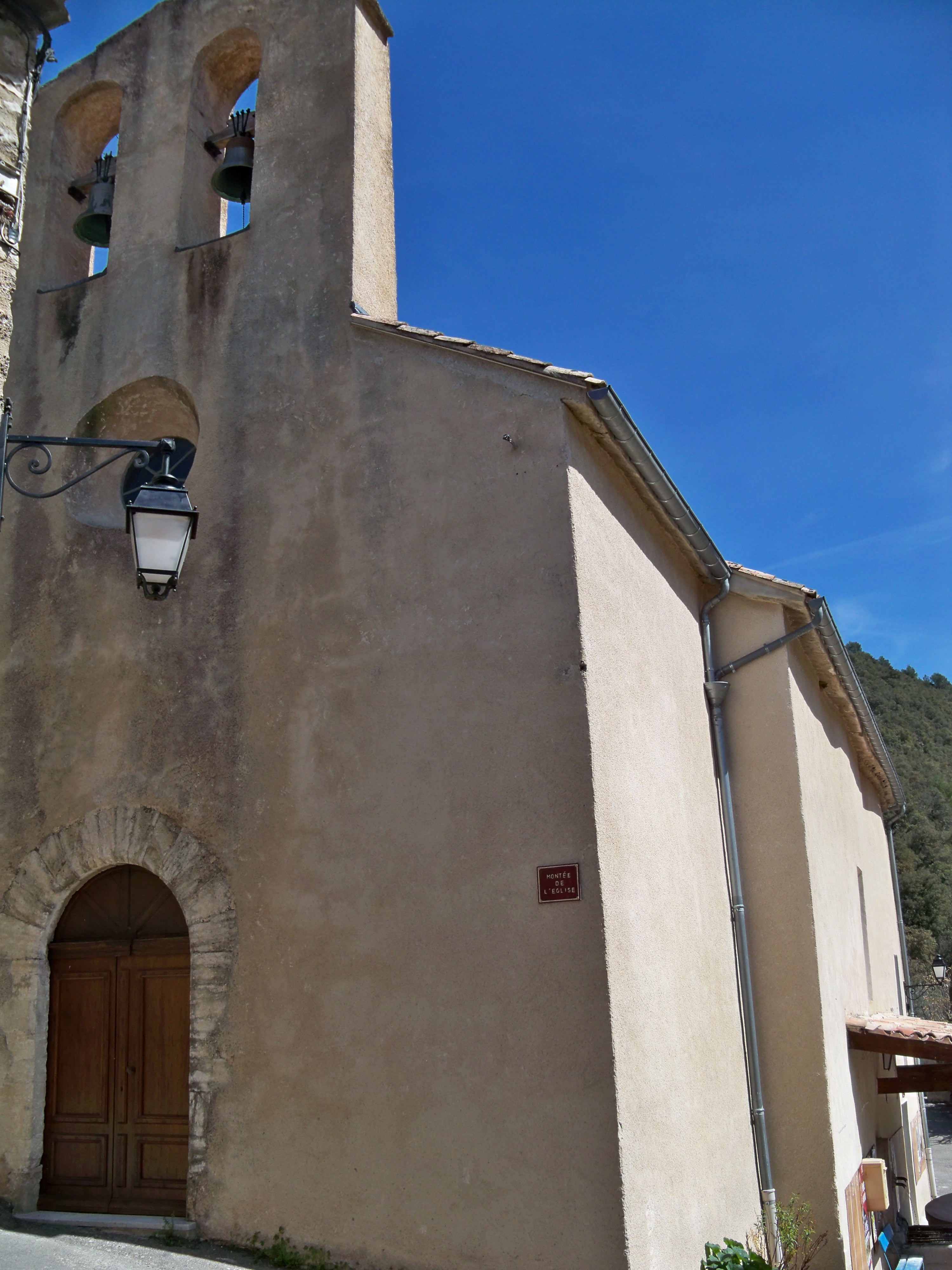
Église paroissiale de Saint-Léger-du-Ventoux.

- Église paroissiale Saint-Jean-Baptiste-et-Saint-Léger, ancien prieuré.
- Chapelle Saint-Basile (XVIIIe siècle), sur le Toulourenc, à l'emplacement d'une ancienne nécropole.
- Vieux pont en pierre.

## Personnalités liées à la commune
- Agoult des Baux, sénéchal de Beaucaire et de Carcassonne pour les Valois.
- Alix des Baux, comtesse d'Avellino
- Pierre-François Tonduti, astronome et jurisconsulte du XVIIe siècle.

## Anecdotes
En 1999, avec 24 habitants seulement, Saint-Léger-du-Ventoux était la commune la moins peuplée de Vaucluse.